# Friedrich Wilhelm I. Adolf

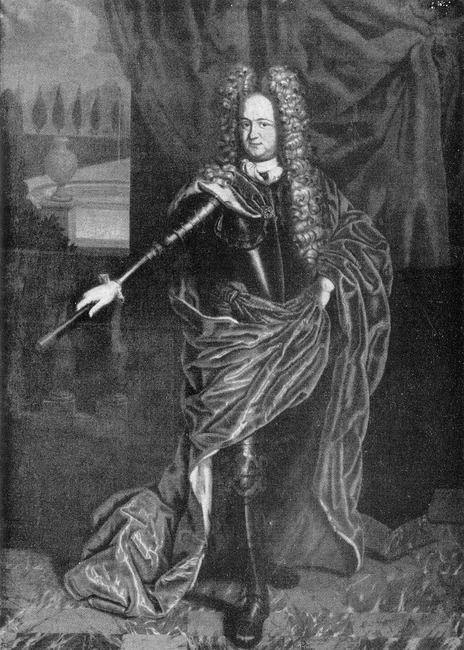
Friedrich Wilhelm I. Adolf von Nassau-Siegen

Friedrich Wilhelm I. Adolf von Nassau-Siegen (* 20. Februar 1680 in Siegen; † 13. Februar 1722 ebenda) war Fürst zu Nassau-Siegen und Erbauer des Unteren Schlosses in Siegen.

## Leben
Er war der älteste Sohn von Fürst Wilhelm Moritz von Nassau-Siegen und der Ernestine Charlotte von Nassau-Dillenburg-Schaumburg (einer Tochter von Adolf von Nassau-Schaumburg). Zu seinen Taufpaten gehörten mit Friedrich von Brandenburg und Wilhelm von Oranien zwei spätere Könige.
Sein berühmter Großonkel Johann Moritz von Nassau-Siegen war wenige Wochen vor seiner Geburt verstorben und hatte seinen Drittel-Anteil an der Grafschaft seinem Vater vererbt, der schon 1648 ein Drittel von Johann Moritz erhalten hatte. Beim Tod seines Vaters 1691 war Friedrich Wilhelm erst 11 Jahre alt. Daher übernahm der katholische Onkel und Co-Fürst Johann Franz Desideratus, dem das dritte Drittel gehörte, zunächst die Regentschaft in Nassau-Siegen, nach seinem Tod 1699 dessen Sohn Wilhelm Hyacinth. Bis 1701 stand er zudem unter der Vormundschaft seiner Mutter. 1700–1701 unternahm er die übliche Grand Tour, unter anderem nach England und Frankreich. Erst durch einen Aufstand gegen die Misswirtschaft von Wilhelm Hyacinth konnte Friedrich Wilhelm am 29. März 1707 die Regierung in Siegen allein übernehmen.
Friedrich Wilhelm besaß gemäß der Aufteilung von 1648 zwei Drittel der alten Grafschaft Nassau-Siegen mit dem Amt Siegen (mit Ausnahme von sieben Dörfern) sowie die Ämter Hilchenbach und Freudenberg. Die Stadt Siegen teilte er sich mit seinem katholischen Verwandten, der im Oberen Schloss residierte, während er mit seiner Mutter und dem jüngeren Bruder, der 1694 starb, im Nassauer Hof lebte, einem alten Klosterhof, der 1695 mit weiten Teilen der Stadt niederbrannte. Zahlreiche wertvolle Gemälde namhafter Künstler, darunter Rembrandt van Rijn, Peter Paul Rubens und Anton van Dyck, fielen den Flammen zum Opfer. Seine Mutter und danach er ließen zwischen 1695 und 1720 an derselben Stelle das Untere Schloss erbauen. Teile der Planungen gingen noch auf seinen Großonkel Johann Moritz und dessen Architekten Maurits Post zurück. Er widmete sich auch dem Wiederaufbau der Stadt.

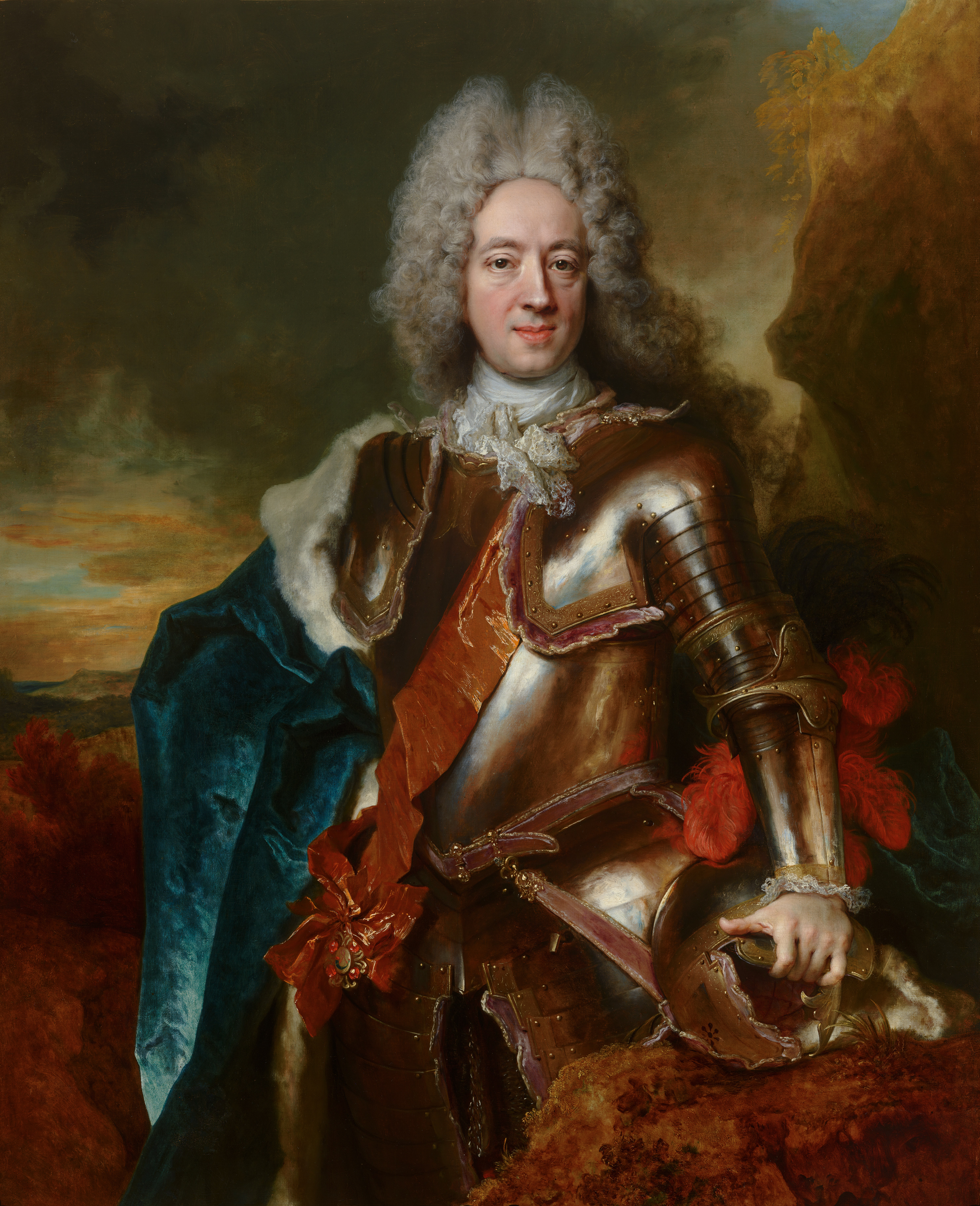
Wilhelm Hyacinth von Nassau-Siegen

Zwischen den beiden regierenden Fürsten, Wilhelm Hyacinth und ihm, kam es zu ständigen Querelen. Unter anderem ließ der katholische Vetter eine Mauer mit bewachtem Tor mitten in der Stadt errichten, um seinen Teil abzutrennen. Auf der den Hasengarten abschließenden Mauer erbaute er einen abgeflachten Turm, auf dem eine Marienstatue stand, weshalb sie im Volksmund „die platte Merge“ genannt wurde. Der Turm war mit zwei Kanonen ausgestattet, die auf das Untere Schloss gerichtet waren. 1702 versuchte Wilhelm Hyacinth, den englischen König Wilhelm III. von Oranien zu beerben und reiste zu diesem Zweck an den Hof von Versailles, scheiterte aber kläglich. Als er 1705 am Wiener Hof um Unterstützung seiner Erbansprüche warb, rief Friedrich Wilhelm I. Adolf seinen Patenonkel, den preußischen König, um Hilfe und preußische und nassauische Truppen besetzten Siegen. Das durch Wilhelm Hyacinths hohe Steuern ausgepresste Volk nutzte die Gelegenheit zum Aufstand, plünderte und entwaffnete das Obere Schloss.
Die Reihe der Klagen über das Verhalten des katholischen Fürsten riss nicht ab, insbesondere über die unerträgliche Steuerbelastung sowie über völlig unsinnig gewordene Regelungen, die das Wirtschaftsleben im Siegerland lahmlegten. Der Reichshofrat beauftragte aufgrund von Klagen der Bürger der katholischen Stadthälfte schließlich die Kurpfalz, eine Untersuchung durchzuführen, als deren Folge Siegen erneut, am 15. Juli 1706, durch Truppen aus Pfalz-Neuburg und Preußen besetzt wurde. Die Aufstände gingen weiter. Am 29. März 1707 ließ Wilhelm Hyacinth einen mutmaßlichen Anführer der Aufständischen, Friedrich Flender von der Hardt ohne jegliche Verhandlung enthaupten. Dieser Vorfall wurde von Kaiser Joseph I. zum Anlass genommen, Wilhelm Hyacinth von der Regierung des Reichsterritoriums (Fahnlehens) Nassau-Siegen auszuschließen. Es wurden zunächst zwei Kaiserliche Räte als Verwalter für das Fürstentum eingesetzt und die Herrschaft über den reformierten Landesteil am 29. März 1707 an Friedrich Wilhelm Adolf übergeben, die über den katholischen an das Kölner Domkapitel. Der Kanzler Wilhelm Hyacinths, de Colomba, der an der Gewaltherrschaft wesentlichen Anteil hatte, wurde verhaftet und mit Urteil vom 20. Dezember 1710 lebenslang aus dem Reich verbannt.
Wilhelm Hyacinth flüchtete. Er reiste zum Reichstag nach Regensburg und versuchte dort anderthalb Jahre lang vergeblich, seine Wiedereinsetzung in die Regierung zu erwirken. Schließlich bot er seinem Vetter und Mitregenten Friedrich Wilhelm Adolf sein Drittel der Grafschaft zum Kauf an; dieser winkte aber ab, da jeder absehen konnte, dass die katholische Linie Nassau-Siegen früher oder später ohne männliche Erben aussterben würde und dieser Teil des Landes dann ohnehin an die protestantischen Verwandten fallen würde. Im Oktober 1712 einigten sich Wilhelm Hyacinth und Friedrich Wilhelm Adolf schließlich und Letzterer pachtete den katholischen Teil für eine jährliche Rente von 12.000 Reichstalern. Es war sogar beabsichtigt, Maria Anna Josepha, die minderjährige Tochter von Wilhelm Hyacinth, mit dem noch jüngeren reformierten Erbprinzen Friedrich Wilhelm zu verheiraten. All dies geschah nicht zuletzt, um die lästige Mit-Regierung durch das Domkapitel loszuwerden. Aufgrund dieser Vereinbarung übernahm schließlich Friedrich Wilhelm Adolf die Alleinherrschaft.
Als der Vetter Franz Alexander von Nassau-Hadamar 1711 überraschend an einem Sturz vom Pferd starb, ohne einen Erben zu hinterlassen, wurde dessen Fürstentum Nassau-Hadamar anfänglich von den anderen Familienlinien der Ottonischen Nassauer gemeinsam verwaltet. Am 20. November wurde der Besitz durch Los geteilt: Nassau-Siegen (katholisch) – also Wilhelm Hyacinth – und Nassau-Siegen (reformiert) – also Friedrich Wilhelm Adolf – erhielten je ein Sechstel, Nassau-Dillenburg und Nassau-Diez je ein Drittel. Erst 1728 genehmigte der Kaiser die Teilung. Die Stimme im Reichstag für Hadamar ging dem Haus Nassau aber verloren. Die Teilung wurde später mehrfach verändert und blieb nicht unumstritten; zuletzt kam das Fürstentum Hadamar ganz an Wilhelm Hyacinth, der noch bis 1743 lebte.
Friedrich Wilhelm Adolf starb 1722 mit knapp 42 Jahren im Unteren Schloss an Wassersucht und wurde in der dortigen Fürstengruft beigesetzt.

## Nachkommen
Er war zweimal verheiratet. Am 7. Januar 1702 heiratete er Prinzessin Elisabeth Franziska von Hessen-Homburg (* 6. Januar 1681; † 12. November 1707), Tochter von Landgraf Friedrich II. von Hessen-Homburg (dem Helden von Kleists Drama Prinz von Homburg) und der Prinzessin Luise Elisabeth von Kurland.
- Charlotte Friederike (* 30. November 1702; † 22. Juli 1785), ⚭ I) 1725 Fürst Leopold von Anhalt-Köthen (1694–1728), ⚭ II) 1730 Graf Albrecht Wolfgang zu Schaumburg-Lippe (1699–1748)
- Sophie Marie (* 28. Januar 1704; † 28. August 1704)
- Sibylle Henriette (* 21. September 1705; † 5. September 1712)
- Friedrich Wilhelm II. (* 11. November 1706; † 2. März 1734), ⚭ 1728 Gräfin Sophie Polyxena zu Sayn-Wittgenstein-Hohenstein
- Sophie Elisabeth (* 7. November 1707; † 5. Oktober 1708)

Nach ihrem Tod heiratete er am 13. April 1708 seine Cousine Prinzessin Amalie Luise von Kurland, die Tochter von Herzog Friedrich Kasimir von Kurland und Gräfin Sophie Amalie von Nassau-Siegen. Nach seinem Tod regierte sie für ihren Stiefsohn in Nassau-Siegen.
- Sophie Wilhelmine Adelheid (* 28. Februar 1709; † 16. Dezember 1710)
- Karl Friedrich (* 4. März 1710; † 25. Dezember 1710)
- Charlotte Wilhelmine (* 25. April 1711; † 7. März 1771)
- Auguste Albertine (* 9. September 1712; † 22. Februar 1742), ⚭ 1738 Graf Karl Friedrich zu Sayn-Wittgenstein-Hohenstein (* 29. Januar 1708; † 9. Juni 1756)
- Ludwig Ferdinand (* 29. März 1714; † 26. Februar 1715)
- Karoline Amalie Adolfine (* 26. November 1715; † 10. August 1752), ⚭ 1751 Graf Christian August zu Solms-Laubach
- Wilhelm Moritz (* 1. März 1717; † 5. August 1719)
- Elisabeth Hedwig (* 19. April 1719; † 10. Januar 1789), ⚭ 1743 Graf Karl Friedrich zu Sayn-Wittgenstein-Hohenstein